# Salvador Botella
Salvador Botella Rodrigo (Almussafes, 27 marzo 1929 – Riba-roja de Túria, 17 dicembre 2006) è stato un ciclista su strada spagnolo.
Professionista tra il 1953 e il 1962, vinse due tappe al Giro d'Italia e una alla Vuelta a España, oltre alla classifica a punti della corsa spagnola nel 1958.

## Carriera
Corse per la Ideor, la Ignis, la Splendid e la Faema, distinguendosi soprattutto nelle corse a tappe. Le principali vittorie da professionista furono la Volta Ciclista a Catalunya nel 1953 e nel 1959, la Vuelta a Levante nel 1954 e nel 1961, due tappe al Giro d'Italia, una nel 1958 e una nel 1960 e una tappa alla Vuelta a España nel 1960. Vinse la classifica a punti alla Vuelta a España 1958 e fu ottavo al Giro d'Italia 1955.

## Palmarès
- 1953

3ª tappa Volta Ciclista a Catalunya (Granollers > Andorra)
Classifica generale Volta Ciclista a Catalunya
- 1954

1ª tappa Vuelta a Levante (Valencia > Vinaròs)
Classifica generale Vuelta a Levante
3ª tappa Euskal Bizikleta (Eibar > Eibar)
- 1955

2ª tappa Vuelta a Pirineos
8ª tappa Vuelta a Andalucía (La Línea de la Concepción > Malaga)
Trofeo Jaumendreu
8ª tappa Volta Ciclista a Catalunya
- 1956

Vuelta a Mallorca
4ª tappa Euskal Bizikleta (Eibar > Bilbao)
- 1957

1ª tappa Vuelta al Sureste Español (Murcia > Almería)
2ª tappa Vuelta al Sureste Español (Almería > Granada)
3ª tappa Vuelta al Sureste Español (Granada > Jaén)
6ª tappa Vuelta al Sureste Español (Toledo > Madrid)
7ª tappa Vuelta al Sureste Español (Albacete > Murcia)
Classifica generale Vuelta al Sureste Español
6ª tappa Volta Ciclista a Catalunya
2ª tappa Vuelta a La Rioja
3ª tappa Vuelta a La Rioja
- 1958

3ª tappa Giro d'Italia (Varese > Saint-Vincent)
- 1959

Classifica generale Volta Ciclista a Catalunya
- 1960

9ª tappa Vuelta a España (Saragozza > Barcellona)
4ª tappa Giro d'Italia (Campobasso > Pescara)
- 1961

6ª tappa Vuelta a Andalucía (Huelva > Jerez de la Frontera)
8ª tappa Vuelta a Andalucía (Marbella > Malaga)
Classifica generale Vuelta a Levante

### Altri successi
- 1958

classifica a punti Vuelta a España

## Piazzamenti

### Grandi Giri
- Giro d'Italia

1954: 45º
1955: 8º
1956: ritirato
1957: ritirato
1958: 15º
1960: 29º
1961: ritirato
- Tour de France

1954: 54º
1955: ritirato (10ª tappa)
1956: 65º
1958: ritirato (21ª tappa)
- Vuelta a España

1955: 11º
1956: ritirato (16ª tappa)
1957: 10º
1958: 14º
1959: 24º
1960: 7º
1961: 14º
1962: ritirato

### Competizioni mondiali
- Campionati del mondo

Frascati 1955 - In linea: ritirato
Copenaghen 1956 - In linea: ritirato
Waregem 1957 - In linea: 35º
Zandvoort 1959 - In linea: 33º
Berna 1961 - In linea: ritirato